# Samotišky
Samotišky (in tedesco Samotischek) è un comune della Repubblica Ceca facente parte del distretto di Olomouc, nella regione di Olomouc.